# 레이트 나이트 (영화)
《레이트 나이트》(영어: Late Night)는 2019년 공개된 미국의 코미디 드라마 영화이다. 니샤 거나트라가 연출하고, 민디 케일링이 각본을 썼으며, 에마 톰프슨, 케일링 등이 출연하였다.
에마 톰프슨은 이 영화를 통해 제77회 골든 글로브상 코미디·뮤지컬 영화 부문 여우주연상 후보에 올랐다.

## 줄거리
미국 최고의 인기 심야 토크 쇼를 진행하는 영국인 캐서린 뉴버리는 시청률 감소로 교체 위기에 몰리자 작가진 구성원이 전부 백인 남성인 쇼의 쇄신을 위해 인도계 여성인 몰리를 작가진에 합류시킨다. 몰리는 코미디 관련 경험이 거의 없지만 시청자 저변 확대에 도움이 될 소재들을 잘 발굴해 온다.
캐서린은 자신의 후임으로 젊고 인기가 많지만 여성을 폄하하고 저속한 유머를 구사해 논란이 많은 코미디언 대니얼 테넌트가 들어올 계획이라는 걸 알게 되자 이를 비판한다. 한편 캐서린이 예전에 남편 월터가 파킨슨병 판정을 받은 직후 작가진에 속한 찰리와 관계를 맺었다는 사실이 알려지고, 몰리가 이에 보인 반응에 캐서린은 몰리를 해고하는데...

## 출연진
- 에마 톰프슨 - 데임 캐서린 뉴버리 역
- 민디 케일링 - 몰리 “에이트” 퍼텔 역
- 에이미 라이언 - 캐럴라인 모턴 역
- 존 리스고 - 월터 러벌 역
- 데니스 오헤어 - 브래드 역
- 폴 월터 하우저 - 유진 “원” 맨쿠소 역
- 존 얼리 - 크리스 “투” 레이놀즈 역
- 휴 댄시 - 찰리 페인 “포” 역
- 맥스 카셀라 - 버딧 “파이브” 역
- 리드 스콧 - 톰 “세븐” 캠벨 역
- 애널리 애슈퍼드 - 미미 미스매치 역
- 메걸린 에치쿤워케이 - 로빈 역
- 마크 쿠디시 - 빌리 캐스트너 역
- 아이크 배린홀츠 - 대니얼 테넌트 역
- 홀스턴 세이지 - 조이 마틀린 역
- 빌 마, 세스 마이어스, 제이크 태퍼 - 본인 역
- 마리아 디지아 - 조앤 역
- 사키나 재프리 - 퍼텔 부인 역